# Aglaonice (cratère)
Pour les articles homonymes, voir Aglaonice.
Aglaonice est un cratère de la planète Vénus ayant un diamètre de 63,7 kilomètres. Sa latitude est de -26,4° et sa longitude est de 339,9°.  Il est nommé en l'honneur d'Aglaonice de Thessalie, astronome de la Grèce antique,.